# 더미래연구소
더미래연구소(Korea Institute for the Future)는 더불어민주당(설립당시 새정치민주연합) 내 정책의견·정치행동그룹인 ‘더좋은미래’ 소속 국회의원들이 가치와 비전, 대안을 중심으로 정치를 변화시키겠다는 취지에서 연구기금을 각출하여 만든 독립 씽크탱크이다. 당내 연구소와 무관하게 국회의원들이 개인적으로 연구소를 설립하는 경우는 있어도, 여러 국회의원이 모여 공동으로 민간 연구소를 설립한 최초의 사례이다. 2015년 3월, 창립식 이래 역대 이사장으로는 1대 최병모(법무법인 양재 변호사), 2대 정현백(전 여가부 장관)이 있었고, 2017년부터 현재까지 정세현(전 통일부 장관)이 3대 이사장을 역임하고 있다.

## 설립 의도
<더미래연구소> 정관 2조에 따르면 설립 의도는 다음과 같다.
| “ | "2017년 '진보'는 어떻게 집권할 것인가, 집권한 후 무엇을 할 것인가? 위기의 대한민국, 미래를 어떻게 준비하고 대응할 것인가?"라는 질문에 답하기 위한 지적, 조직적 거점을 확보하기 위해 설립 되었습니다. 위와 같은 문제의식을 바탕으로 <더미래연구소>는 시대적 과제에 대한 고찰과 정책을 통한 정치의 변화를 선도하며, 공동체의 미래가치를 수립하고, 새로운 의제발굴과 새로운 세대의 육성을 통해 더 좋은 미래를 만들어 가는 데 이바지함을 목적으로 합니다. | ” |

## 역대 이사 및 소장
조국(서울대 법학전문대학원 교수, 현 청와대 민정수석), 은수미(더불어민주당 국회의원), 유은혜(더불어민주당 국회의원, 현 교육부 장관), 김기식(전 더불어민주당 국회의원, 전 금융감독원장, 더미래연구소 초대 소장) 등이 역대 이사로 참여했고, 현재 홍익표(더불어민주당 국회의원), 박홍근(더불어민주당 국회의원), 남인순(더불어민주당 국회의원) 등이 이사진으로 있다. 현재는 김기식 전 국회의원이다